# Zuoz
Zuoz (německy zastarale Zutz či Zuz, italsky zastarale Zozzio) je obec ve švýcarském kantonu Graubünden, okresu Maloja. Nachází se v údolí Engadin, asi 15 kilometrů severovýchodně od Svatého Mořice v nadmořské výšce 1716 metrů. Žije zde přibližně 1 200 obyvatel . Je centrem oblasti zvané La Plaiv.

## Geografie
Zuoz leží na severovýchodním okraji okresu Maloja, v horním Engadinu. Nadmořská výška území obce se pohybuje od 1657 do 3414 metrů (Piz Kesch). Okrajem obce protéká řeka Inn.

## Historie

Letecký pohled na Zuoz (1923)

Na kopci Chastlatsch (1848 m n. m.) se nacházelo sídliště kultury Laugen-Melaun z pozdní doby bronzové a doby železné. Zuoz byl pravděpodobně pozdně římskou a raně středověkou zastávkou na síti alpských obchodních stezek.

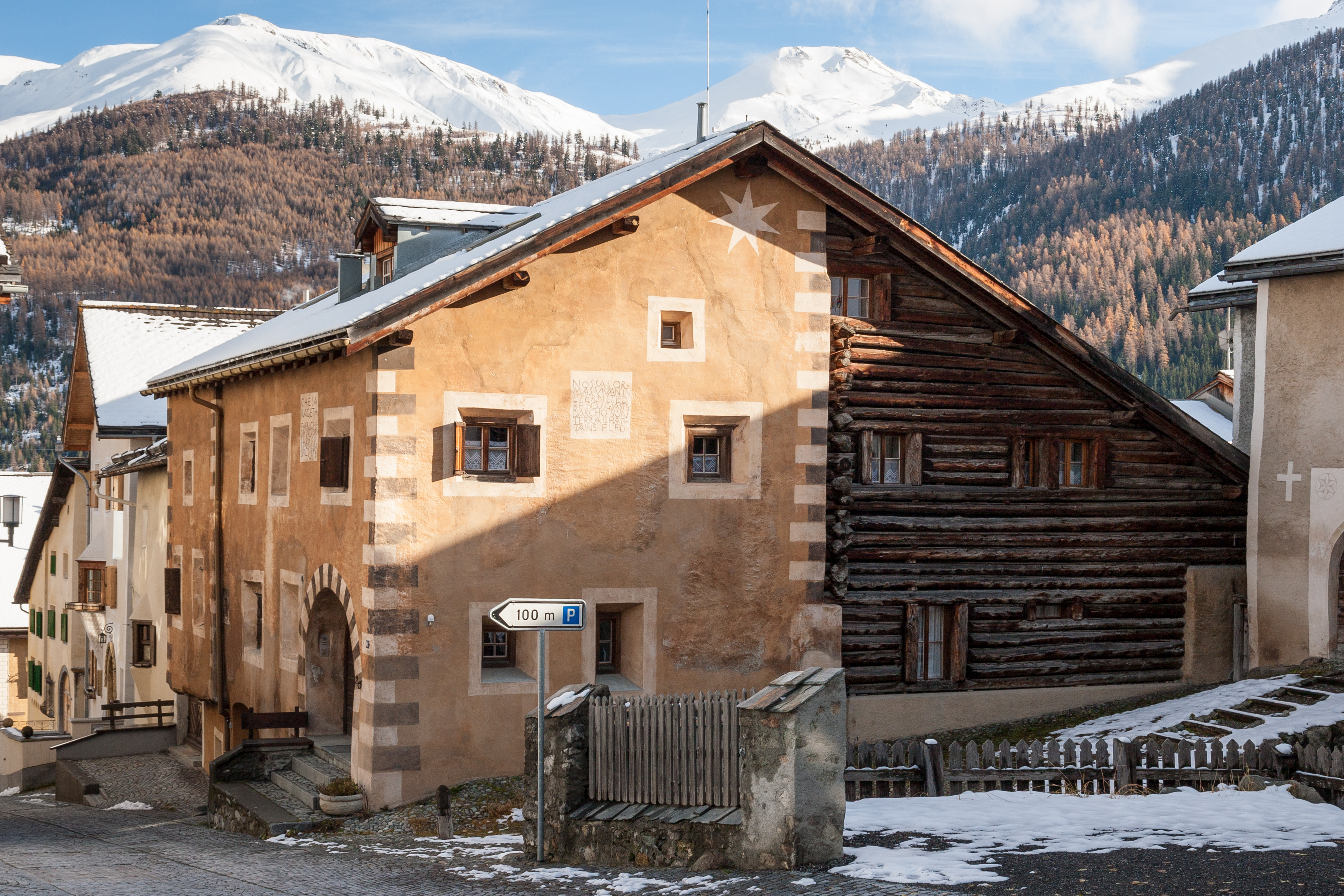
Tradiční architektura v obci

Ve středověku vlastnil biskup z Churu statek Dorta (dnes součást obce) a pozemkovou vrchnost v horním Engadinu. V letech 1137–1139 získal od jihoněmeckých hrabat z Gamertingenu další pozemkový majetek, velký statek a kostel svaté Luzi (z rozsáhlé farnosti La Plaiv). Farní kostel sv. Luzi byl přestavěn kolem roku 1200, z něhož se dnes zachovala loď a spodní část věže. V roce 1244 jmenoval biskup Volkart Andrease Plantu ze Zuozu kancléřem horního Engadinu, čímž byla založena nadvláda rodu Plantů, která trvala až do roku 1798. Po roce 1288 byla v rukou této churské ministeriální dynastie až do počátku 16. století také nižší jurisdikce v horním Engadinu. V roce 1367 se tehdejší pukrmistr Thomas Planta připojil ke Gotteshausbundu. Neustálé spory se Samedanem vedly v roce 1438 k rozdělení hornoengadinské soudní obce – nikoli však vrchního soudu – na soudy Sur Funtauna Merla a Suot Funtauna Merla, který odpovídal farnosti La Plaiv. První konstituce dvorské obce je z roku 1462. Prodej posledních biskupských příjmů obci se uskutečnil v roce 1492. Farní kostel svaté Luzi byl přestavěn v pozdně gotickém slohu v roce 1507, vedlejší kostel sv. Kateřiny, rozšířený v roce 1438, pak v roce 1509. V roce 1526 ztratil biskup podle Ilanzských artikulů svrchovaná práva. Během švábské války obyvatelé zapálili své městečko, aby donutili nepřítele k ústupu. Od poloviny 15. století došlo k oddělování dříve závislých obcí a odtrhly se od ní postupně S-chanf (1518), La Punt Chamues-ch (1528) a Madulain (1534).

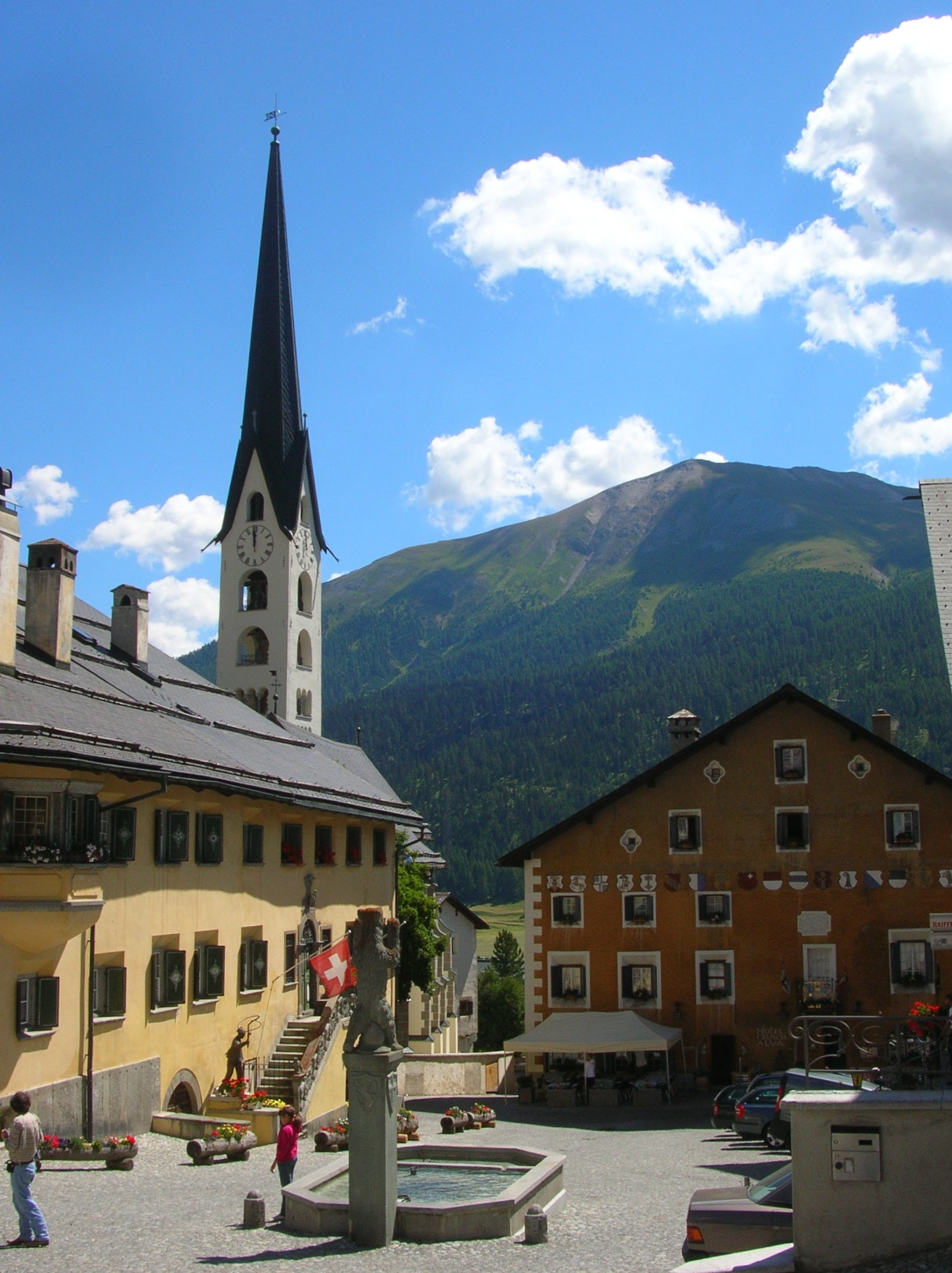
Hlavní náměstí v Zuozu

Místní občan a humanista Gian Travers byl prvním politickým publicistou, který od roku 1527 publikoval v hornoengadinském nářečí putér, a působil také jako dramatik. V roce 1534 měla na náměstí v Zuozu premiéru jeho hra La Histoargia dal bio patriarch Josef („Životní příběh patriarchy Josefa“). Teprve v roce 1554 se Zuoz obrátil k reformaci; prvním protestantským reformovaným pastorem byl Ulrich Campell ze Susch. Obchod, doprava a dobytí Valtelliny v roce 1512 vedly k hospodářskému a intelektuálnímu rozkvětu, který se projevil založením latinské školy, výše zmíněnými počátky rétorománského spisovného jazyka, náboženského i profánního divadla a sborového zpěvu. Stavebním odrazem tohoto vývoje byly mohutné zámky a měšťanské domy, které zároveň zůstaly statky. Vedle starých šlechtických rodů Plantů, Juvaltů a Salisů se objevila nová vládnoucí vrstva, z níž někteří byli císařem nobilitováni a zbohatli díky obchodu a politickým úřadům – setkáváme se tak s novými šlechtickými jmény Travers, Schucan, Raschèr, Jecklin, Wietzel, Danz a Geer.
V letech 1618–1639, kdy v Graubündenu vypukly nepokoje, Zuoz příliš neutrpěl a začalo ekonomicky motivované vystěhovalectví. V důsledku zrušení politických privilegií v roce 1798 se Zuoz vrátil ke statusu tradiční zemědělské vesnice.
Ještě před rozšířením údolní silnice, které bylo zahájeno v roce 1836, byl stav silnic v horním Engadinu poměrně dobrý. Výraznější vzestup nastal až po vybudování silnic přes průsmyky Albula a Flüela. V roce 1903 byla obec napojena na Rhétskou dráhu v Beveru a v roce 1913 byla otevřena trať Bever – Zuoz – Scuol-Tarasp. Od roku 1900 se obec rozvíjela jako klimatické lázně a hospodářské středisko výstavbou hotelů a přestavbou bývalého obecního hostince na malý hotel. Založením lycea Alpinum v roce 1904, otevřením hygienické školy Bellaria v roce 1909 a společné střední školy pro oblast La Plaiv se obec stala regionálním školským centrem. Od 50. let 20. století se stavělo více hotelů, rekreačních domů a lyžařských vleků, cestovní ruch nabýval na významu a dnes je nejdůležitějším odvětvím hospodářství. V zemědělství, které do té doby dominovalo, došlo v rámci jeho mechanizace k výraznému úbytku farem a jejich přesunu na okraj obce. Prázdné stodoly byly přestavěny na obytné domy při zachování historického vzhledu vesnice. V roce 1980 bylo uděleno občanství všem rodinám, které v obci žily déle než padesát let.

## Obyvatelstvo
| Vývoj počtu obyvatel | Vývoj počtu obyvatel | Vývoj počtu obyvatel | Vývoj počtu obyvatel | Vývoj počtu obyvatel | Vývoj počtu obyvatel | Vývoj počtu obyvatel | Vývoj počtu obyvatel | Vývoj počtu obyvatel | Vývoj počtu obyvatel | Vývoj počtu obyvatel | Vývoj počtu obyvatel | Vývoj počtu obyvatel | Vývoj počtu obyvatel |
| -------------------- | -------------------- | -------------------- | -------------------- | -------------------- | -------------------- | -------------------- | -------------------- | -------------------- | -------------------- | -------------------- | -------------------- | -------------------- | -------------------- |
| Rok                  | 1781                 | 1850                 | 1900                 | 1930                 | 1941                 | 1950                 | 1960                 | 2000                 | 2005                 | 2010                 | 2012                 | 2014                 | 2019                 |
| Počet obyvatel       | 378                  | 423                  | 425                  | 969                  | 693                  | 779                  | 1 001                | 1 353                | 1 263                | 1 310                | 1 277                | 1 244                | 1 177                |

### Jazyky
Obyvatelé Zuozu mluví hlavně hornoengadinským dialektem rétorománštiny, zvaným putér, a němčinou (graubündenským dialektem). Mluví se zde taktéž italsky (zhruba desetiprocentní menšina), a díky přistěhovalcům také portugalsky. Až do 19. století mluvili všichni obyvatelé rétorománsky. V roce 1880 to bylo ještě 85 %, v letech 1910 a 1941 56 %. Při sčítání obyvatelstva v letech 1970 a 1980 měla obec pouze relativní rétorománsky mluvící většinu (1970: 469 z 1165 obyvatel = 40 %; 1980: viz níže). Od 80. let 20. století se němčina stále více prosazuje.
Následující tabulka ukazuje vývoj v posledních desetiletích:
| Jazyky v Zuozu |                   |                   |                   |                   |                   |                   |
| Jazyk          | Sčítání lidu 1980 | Sčítání lidu 1980 | Sčítání lidu 1990 | Sčítání lidu 1990 | Sčítání lidu 2000 | Sčítání lidu 2000 |
| Jazyk          | Počet             | Podíl             | Počet             | Podíl             | Počet             | Podíl             |
| Němčina        | 457               | 38,53 %           | 547               | 45,62 %           | 720               | 53,22 %           |
| Rétorománština | 461               | 38,87 %           | 407               | 33,94 %           | 349               | 25,79 %           |
| Italština      | 183               | 15,43 %           | 144               | 12,01 %           | 133               | 9,83 %            |
| Počet obyvatel | 1 186             | 100 %             | 1 199             | 100 %             | 1 353             | 100 %             |

## Sport a turismus

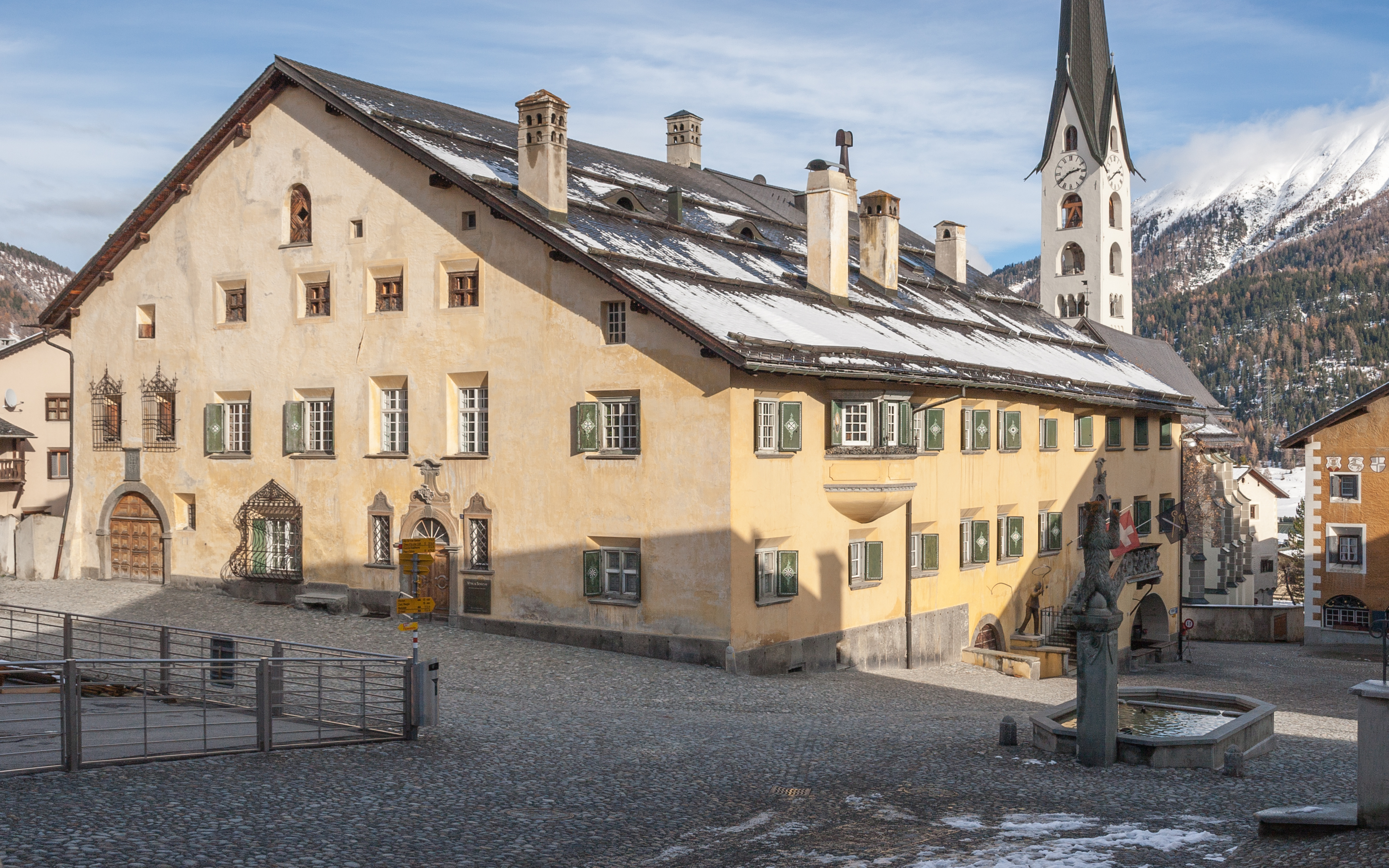
Dům Planta-Haus

Zuoz je dnes významným turistickým střediskem a leží na trase Engadinského lyžařského maratonu. Zuoz má pět lyžařských vleků a golfové hřiště. Na území obce je řada zařízení pro další sporty.

## Doprava
Zuoz leží na železniční trati Bever – Scuol-Tarasp, vedoucí údolím Engadin. Trať provozuje Rhétská dráha.
Silniční spojení je zajištěno kantonální hlavní silnicí č. 27 (Svatý Mořic – Scuol), vedoucí obchvatem okolo obce se sjezdem do jejího centra.

## Osobnosti
- André Gorz (1923–2007), sociální filozof českého původu, studoval v Zuozu v letech 1939–1941